# Aljibes de las Peñuelas
Los Aljibes de las Peñuelas son un conjunto monumental situada en la Plaza de la Maestranza, de Melilla la Vieja en la ciudad española de Melilla, bajo la Plaza de los Aljibes, y forma parte del Conjunto Histórico Artístico de la Ciudad de Melilla, un Bien de Interés Cultural.

## Historia
Fueron construidos en 1571 con la participación del maestro cantero Domingo de Onnacchca para aumentar la capacidad de La Plaza, que ya contaba con el Aljibe Viejo.
Se limpiaron en 1680 y con el desarrollo de la artillería en el enemigo, terraplenados en 1699, convirtiéndose el decantador izquierdo en una fuente, para seguridad de los vecinos.
En 1800 se le adosa en su frente una rampa de acceso a la Enramadilla, sobre 1891 dejaron de ser utilizados al ser contaminados por animales, para ser clausurados en 1947 al realizarse obras en la Plaza de los Aljibes por su acondicionamiento, mientras que años más tarde se había derribado la rampa.
En 1997, en el V Centenario de Melilla, se abrieron al público el aljibe y decantador oeste con un circuito cerrado de agua que recreaba su funcionamiento, que fue eliminado con una restauración reciente, tras la que se abrió el decantador este y el 28 de noviembre del 2018 el aljibe este.

## Descripción
Están formados por un filtro, dos decantadores y dos aljibes.

### Decantadores

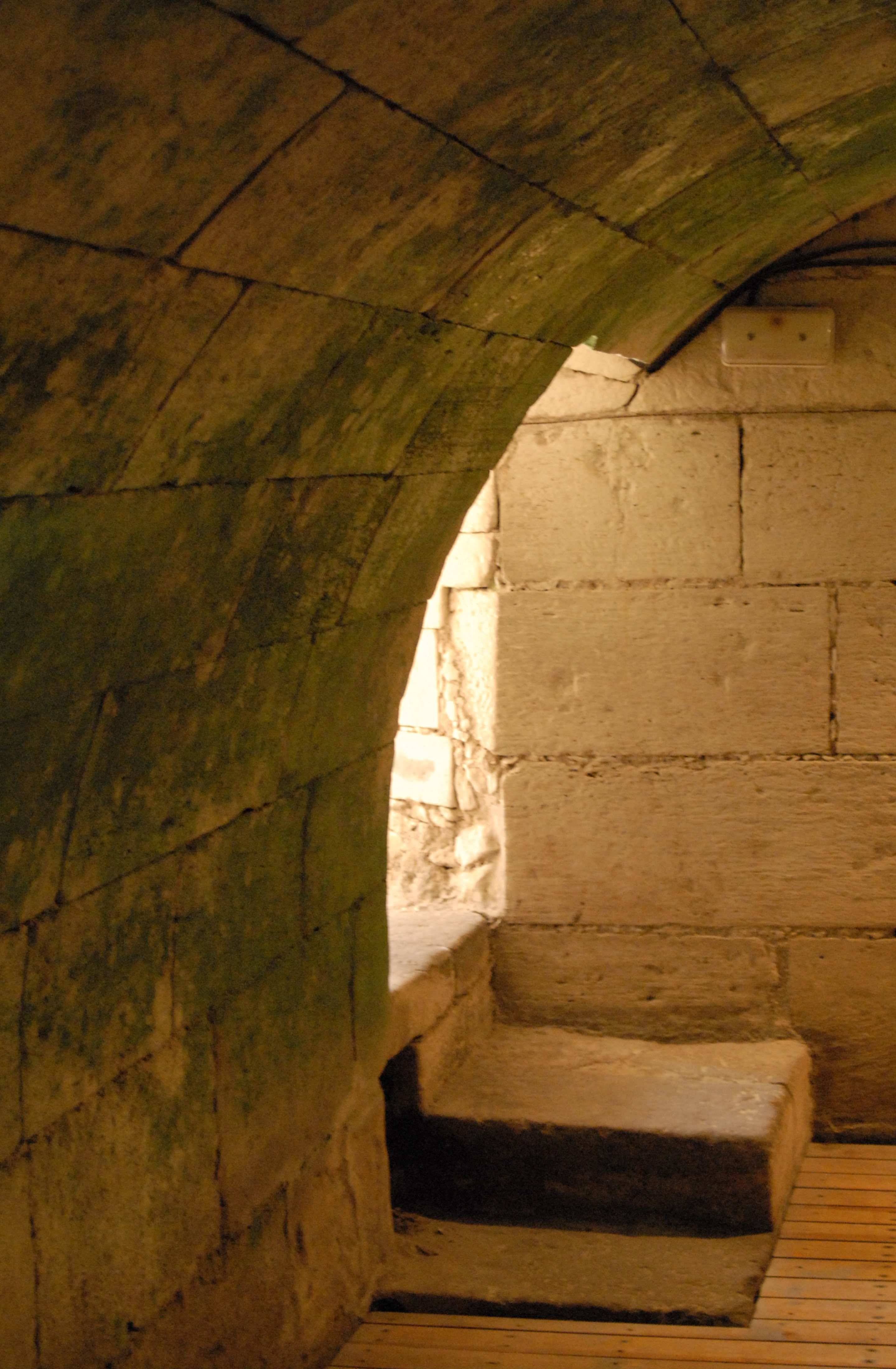

Son una salas rectangulares, 4 por 8 metros y 2 d e alto, situadas en los extremos, cubiertas con a bóveda de cañón en las que se decantaba, filtraba el agua de las partículas más finas dejándose reposar en ellas.

### Aljibes

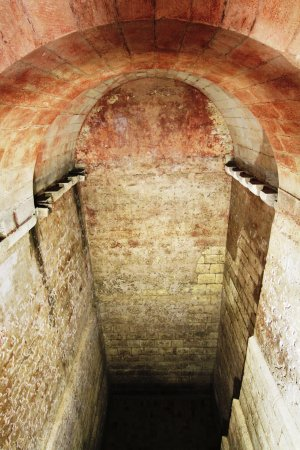
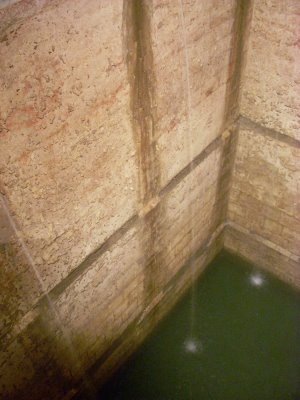
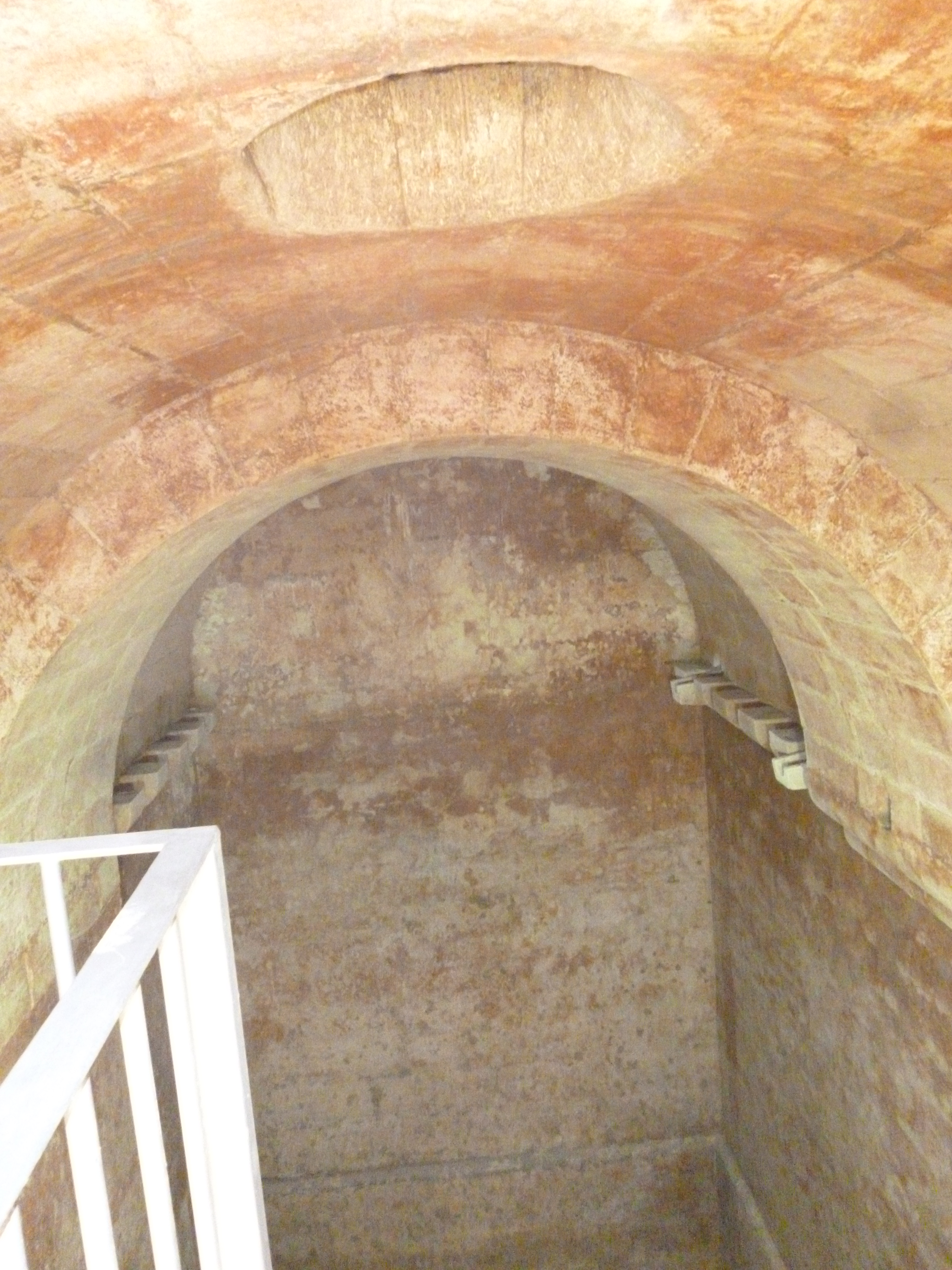
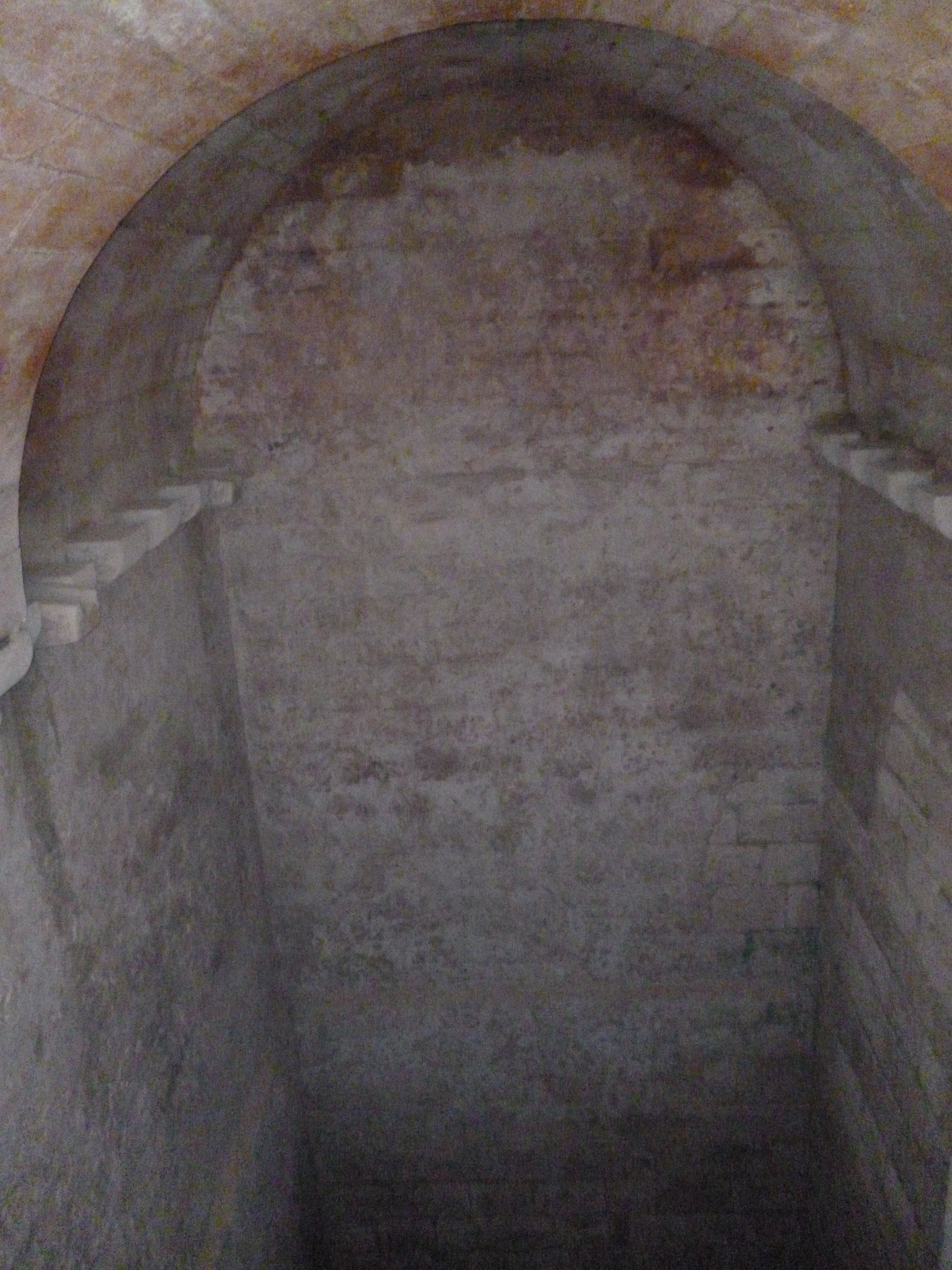
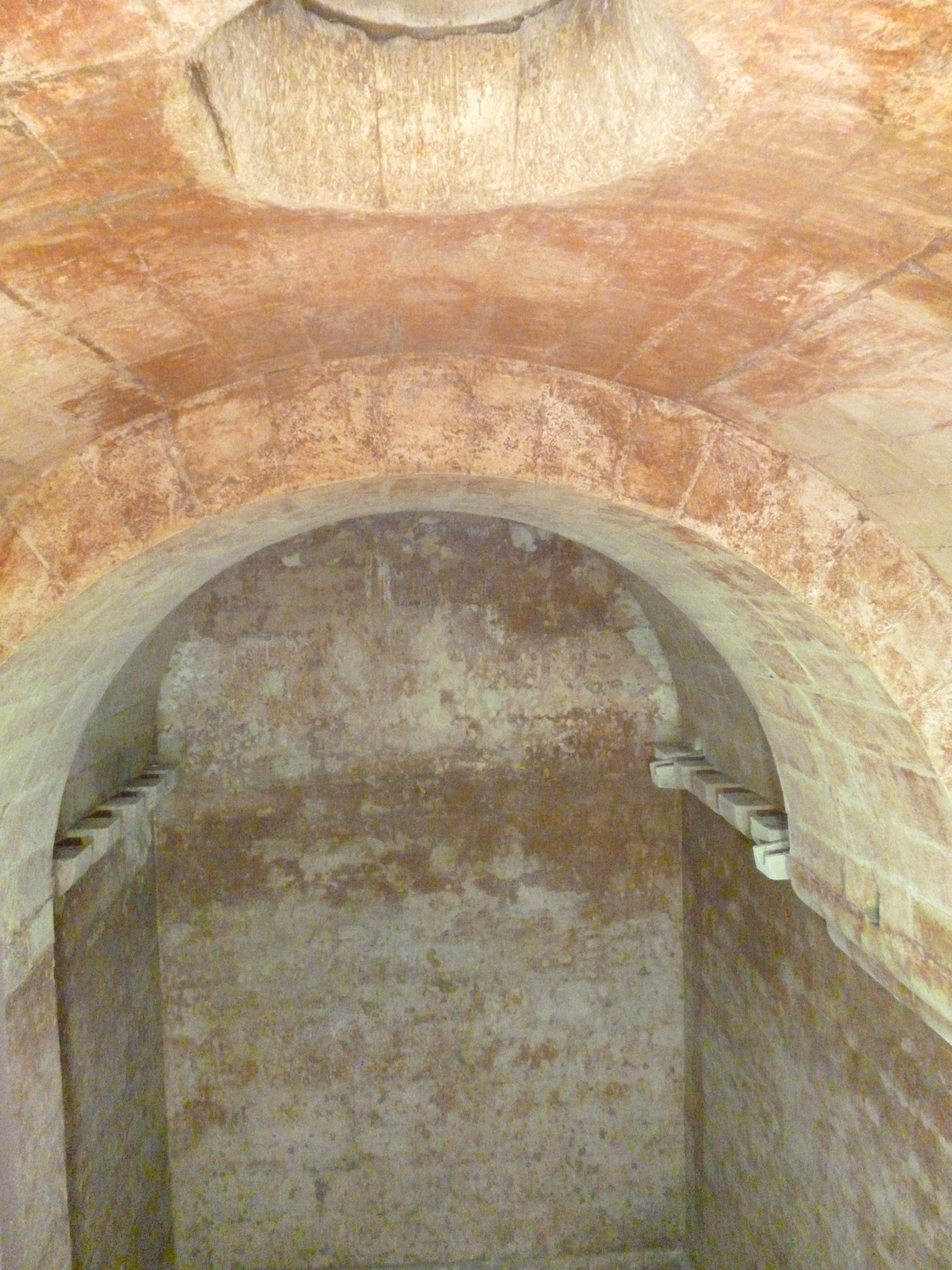
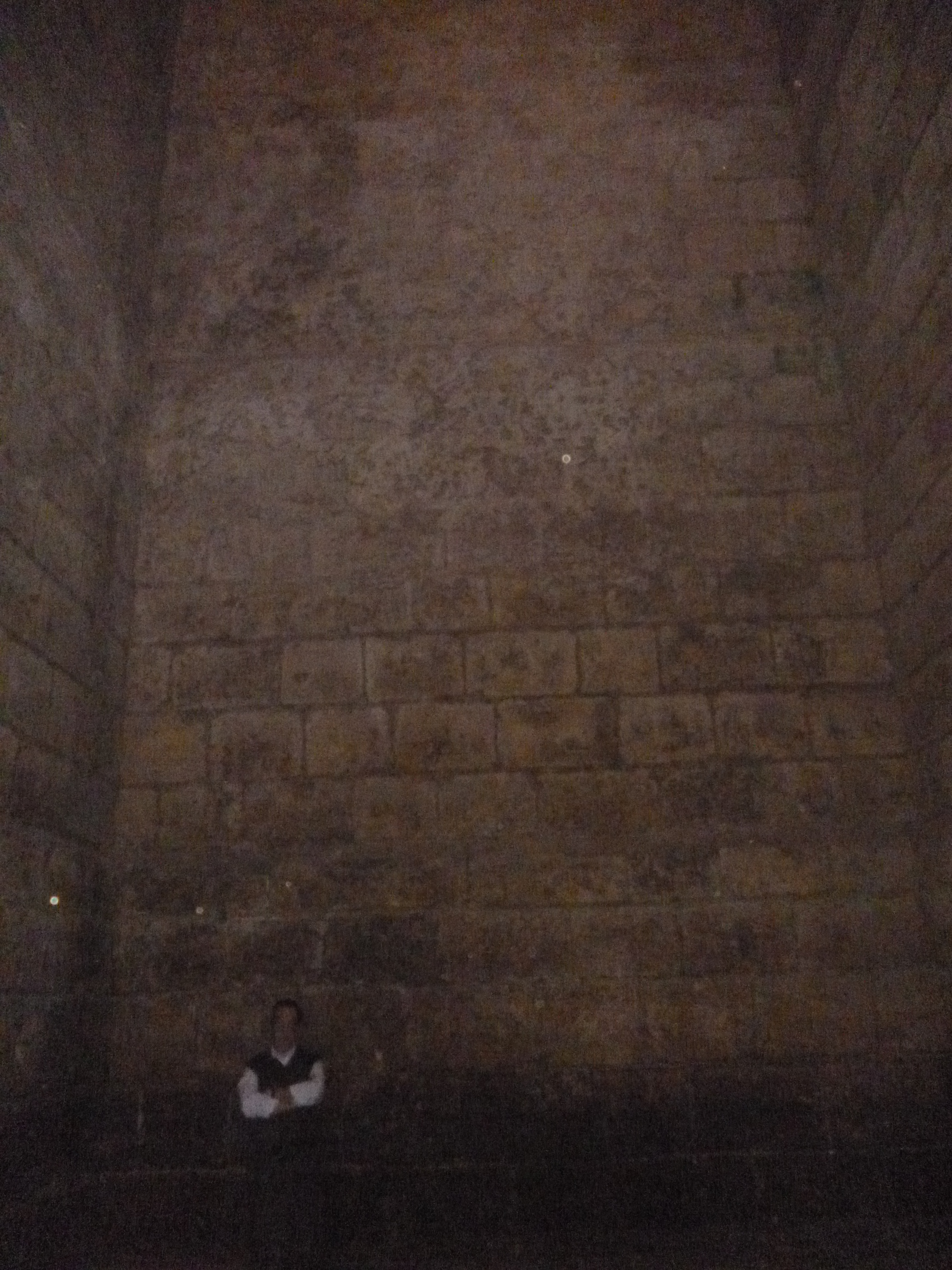
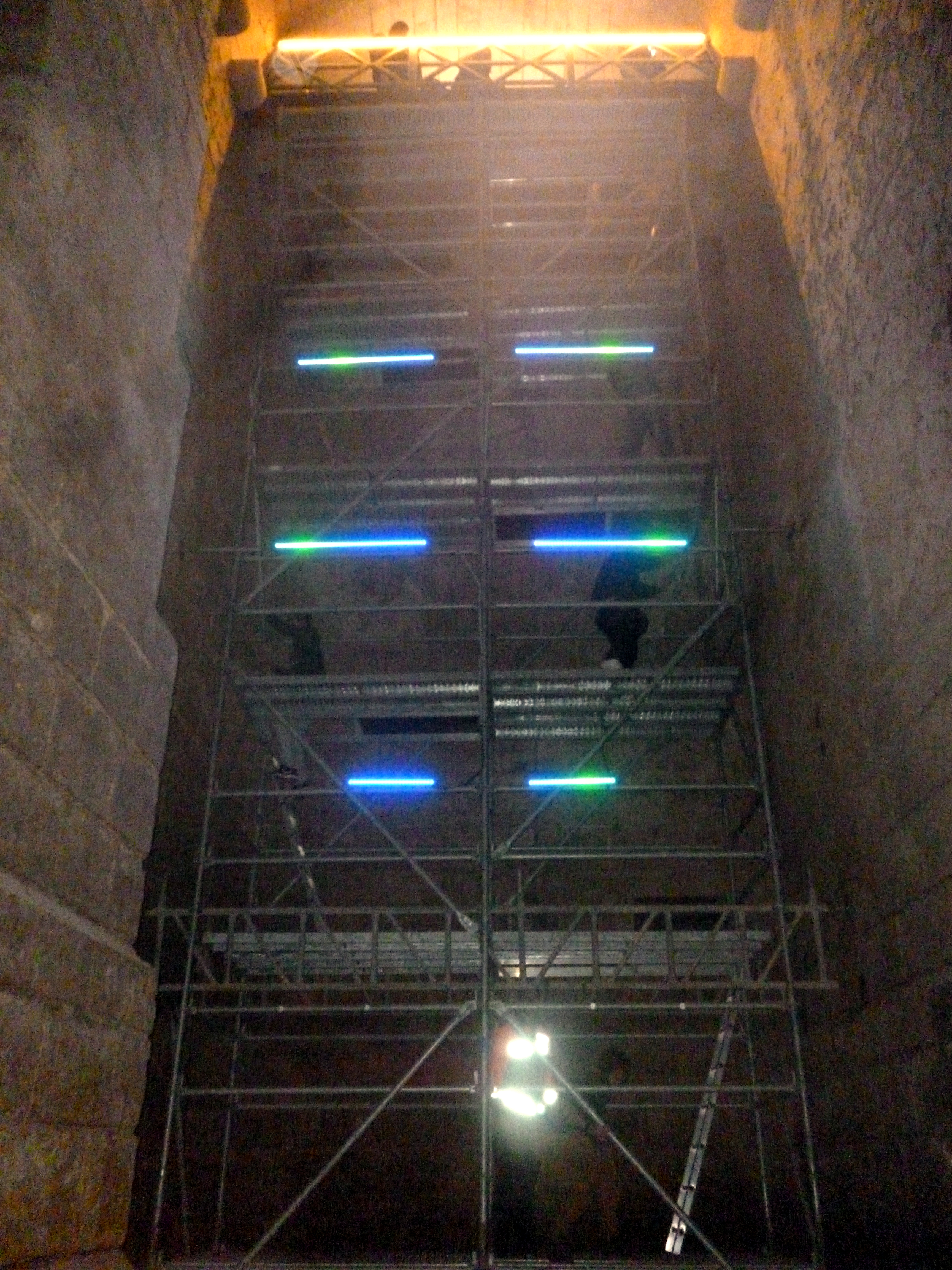
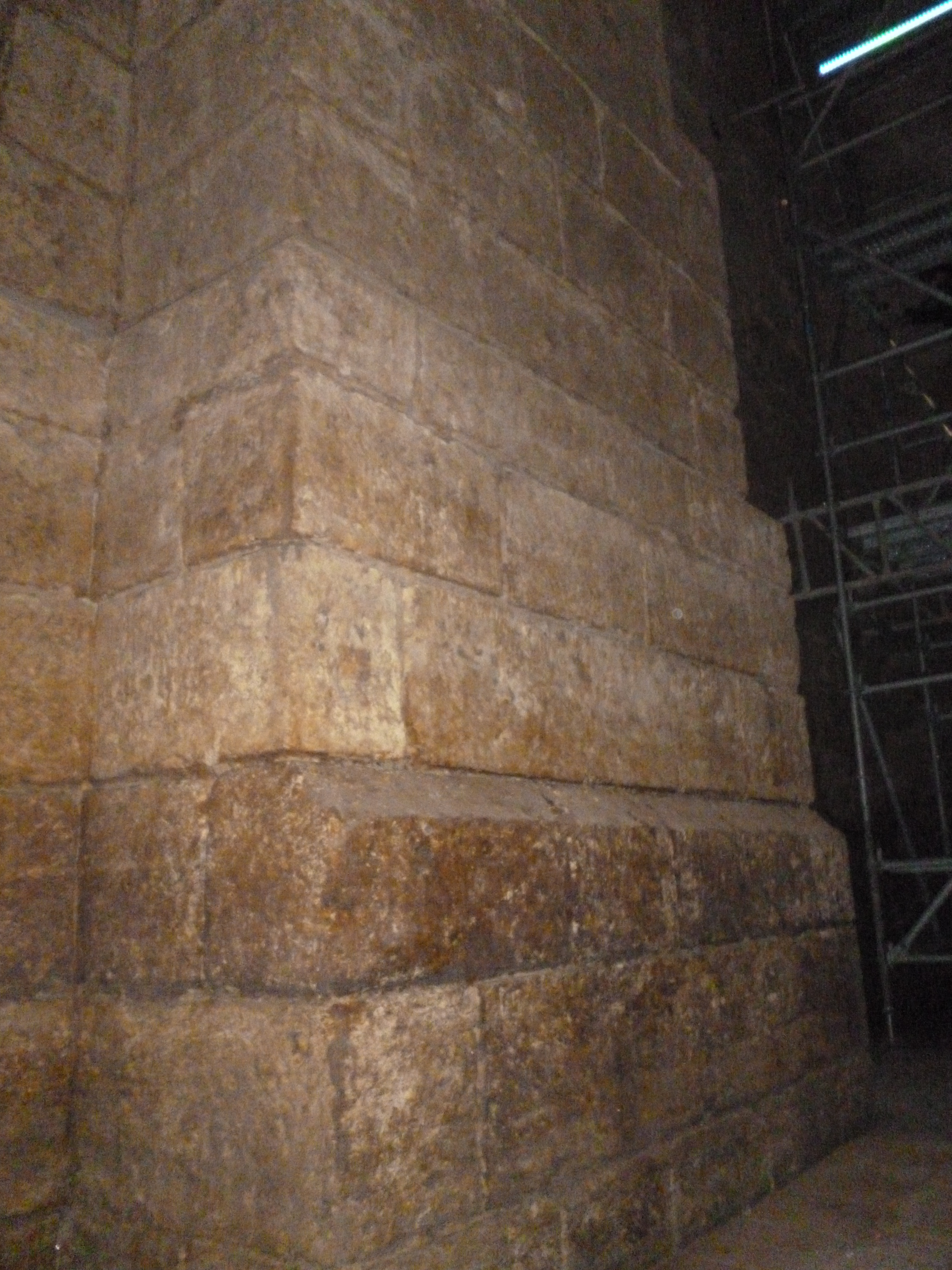

Son unas salas rectangulares, de 4 por 8 y 13 metros de profundidad por 8 metros de fondo y  de ancho situados en el centro,  cubiertas con bóvedas de cañón con arcos fajones con una gran profundidad, en las que se almacenaba el agua.